# Gangkoujie (köpinghuvudort i Kina, Jiangxi Sheng, lat 29,73, long 115,78)
Gangkoujie är en köpinghuvudort i Kina. Den ligger i provinsen Jiangxi, i den sydöstra delen av landet, omkring 120 kilometer norr om provinshuvudstaden Nanchang. Antalet invånare är 27 293. Befolkningen består av 13 282 kvinnor och 14 011 män. Barn under 15 år utgör 21,0 %, vuxna 15-64 år 71 %, och äldre över 65 år 7,0 %.
Runt Gangkoujie är det tätbefolkat, med 459 invånare per kvadratkilometer. Närmaste större samhälle är Ruichangshi, 13,1 km väster om Gangkoujie. Trakten runt Gangkoujie består till största delen av jordbruksmark.
Genomsnittlig årsnederbörd är 2 073 millimeter. Den regnigaste månaden är maj, med i genomsnitt 328 mm nederbörd, och den torraste är januari, med 59 mm nederbörd.